# Callidiopis scutellaris
Callidiopis scutellaris là một loài bọ cánh cứng trong họ Cerambycidae.